# Crissolacos
Crissolacos (em grego: Χρυσολακκος; romaniz.: Chryssolakkos; lit. "Cova de ouro") é a necrópole associada a primeira fase do palácio minoico de Mália, um dos grandes sítios arqueológicos da ilha de Creta. O famoso Pingente das Abelhas, um artefato em ouro agora exposto no Museu Arqueológico de Heraclião, foi encontrado nesta necrópole.
As primeiras evidências de sepultamento no sítio são valas comuns datadas do Minoano Antigo II, possivelmente utilizadas por habitantes pobres de Mália; aproximadamente do mesmo período foi identificado um pequeno edifício retangular, o Ossuário Ocidental. No Minoano Antigo III uma série de túmulos foram erigidos, enquanto que no início do Minoano Médio I uma tumba monumental foi erguida em Crissolacos. Todos estes túmulos foram divididos em três fases de construção (Crissolacos I, II e III) que foram escavados por Louir Renaudin em 1921 e novamente entre 1930-1933 por Pierre Demargne.